# Уша (Галилея)
Уша (др.-евр. אושא‬) — город в Галилее, служивший во II веке местопребыванием синедриона. В настоящее время территория города является национальным парком Израиля.

## Местонахождение
- По мнению автора «Kaftor wa-Ferach» (гл. XI), Уша находилась в Нижней Галилее, к западу от עכברא и Мерона, на расстоянии одного часа пути от Кефар-Ханина (חנינא).
- Иосиф Шварц («Tebuot ha-Arez») помещает Ушу в Верхней Галилее.

## Десять переселений Синедриона
В Талмуде, среди указаний на «десять переселений Синедриона» фигурирует и переселение «из Ямнии в Ушу, из Уши в Ямнию, снова из Ямнии в Ушу и из Уши в Шефраам». В Ялкуте имеется другая версия, где опущено первое переселение синедриона из Ямнии в Ушу. По мнению Франкеля, Рапопорта и др., это первое переселение состоялось в дни раббана Гамлиила Ямнинского и во время рабби Иоханана бен-Заккаи, что может быть отнесено к правлению римского императора Траяна.
В Ямнию синедрион вернулся в эпоху Бар-Кохбы. Вторичное же переселение относится к царствованию Адриана, после разрушения Бетара.
В Уше синедрион заседал и в правление императора Антонина Пия. Из Уши синедриону пришлось переселиться в Сепфорис.
Когда последовал запрет Адриана о рукоположении, рабби Иуда бен-Бава (от которого получил рукоприложение местный уроженец Иегуда бар-Илай) поселился, по словам Талмуда, меж двух высоких гор, на расстоянии двух תחומי שבּת между городом Уша и Шефраам, и там он рукоположил пять старцев; там заседал синедрион. Великое собрание учёных, заседавшее тогда в Уше, находилось под председательством рабби Гамлиила Ямнинского. Со съездом в Уше связаны многие такканы (побиблейские постановления пересмотра устаревшего закона или обычая, не соответствующего более изменившимся потребностям и обстоятельствам времени;) и некоторые «галахи»: так, например, об освящении месяца («кидуш ха-ходеш»).